# سيد شريف الدين علي الشيرازي
سيد شريف الدين علي الشيرازي (بالفارسية: سید شریف الدين علی شیرازی؛ توفي 23 أغسطس 1514، تشالدران) كان عالم دين فارسي، خدم كصدر في الدولة الصفوية خلال 1508–1510 وبعد ذلك من 1512 حتى مقتله في معركة جالديران عام 1514. كان حفيدًا للشريف الجرجاني، ووالد البيروقراطي المميز والصدر الأعظم، مير شريف الشيرازي.